# Hyponephele evanescens
Hyponephele evanescens är en fjärilsart som beskrevs av Colin W. Wyatt och Keiichi Omoto 1966. Hyponephele evanescens ingår i släktet Hyponephele och familjen praktfjärilar. Inga underarter finns listade i Catalogue of Life.